# Thương vong trong cuộc chiến tranh Nagorno-Karabakh 2020
Thương vong trong cuộc chiến tranh Nagorno-Karabakh năm 2020 giữa lực lượng vũ trang Armenia và Azerbaijan đã ở mức cao, chính thức lên tới hàng trăm người và có thể là hàng nghìn người. Tuy nhiên, có một lưu ý rằng các bên đã hạ thấp con số thương vong của chính mình và phóng đại con số thương vong và bị thương của đối phương. Các nhà phân tích quân sự cho rằng hiện chưa thể đưa ra đánh giá chính xác về tổn thất chiến đấu của các bên.  Theo Tổng thống Nga Vladimir Putin, hơn 4.000 người đã thiệt mạng, với hơn 2.000 người từ mỗi bên.
Tổng số thương vong dân sự được báo cáo của cả hai bên là ít nhất 140 người. Các khu vực dân sự, bao gồm cả các thành phố lớn, đã bị ảnh hưởng, đặc biệt là Ganja, Barda và Stepanakert, với nhiều tòa nhà và nhà cửa bị phá hủy.

## Thương vong quân sự

### Theo Armenia
Phía Armenia báo cáo cái chết của 2.425 quân nhân trong chiến tranh.
Vào ngày 28 tháng 9, các nguồn tin Azerbaijan cho biết Thiếu tướng Arakel Martikyan, Cục trưởng Cục Tình báo của Bộ Tổng tham mưu Các lực lượng vũ trang Armenia, đã chết trong một vụ nổ trên Đường dây liên lạc. Đến ngày 30 tháng 9, chính quyền Azerbaijan tuyên bố hơn 700 quân nhân Armenia đã thiệt mạng hoặc bị thương.
Các nguồn tin Armenia cũng báo cáo cái chết của một số vận động viên thể thao trong quân đội: Gor Sargsyan, thành viên của đội tuyển judo trẻ Armenia, Albert Dadoyan, nhà vô địch cử tạ châu Âu, Tatul Harutyunyan, nhà vô địch Armenia trong môn cử tạ, Erik Saryan, cầu thủ của FC Lokomotiv Yerevan, và Liparit Dashtoyan, cựu cầu thủ của FC Alashkert-2.

### Theo Azerbaijan
Trong cuộc xung đột, chính phủ Azerbaijan không tiết lộ con số thương vong của quân đội nước này. Đây là lần đầu tiên Azerbaijan không cung cấp dữ liệu về thương vong trong chiến đấu, trong khi trong Chiến tranh Nagorno-Karabakh lần thứ nhất năm 1992–1994 và trong các cuộc đụng độ vào tháng 4 năm 2016, quân đội Azerbaijan đã báo cáo thông tin này. Vào ngày 6 tháng 10, Bộ Quốc phòng Azerbaijan bác bỏ yêu cầu của Bộ Quốc phòng Armenia về 200 người chết  sau khi một đơn vị Azerbaijan bị cáo buộc đánh bại. Sau khi chiến tranh kết thúc, Tổng thống Azerbaijan tuyên bố sẽ cung cấp nhà ở cho gia đình của 1.500 "liệt sĩ" thiệt mạng trong cuộc xung đột.
Tính đến ngày 28 tháng 10, trang web Kỷ lục Karabakh của Armenia đã cung cấp tên và cấp bậc của 1.119 quân nhân Azerbaijan mà theo họ đã thiệt mạng. Đến ngày 8/11, phía Armenia tuyên bố 7.630 binh sĩ Azerbaijan và lính đánh thuê Syria đã thiệt mạng.
Tương tự như phía Armenia, các nguồn tin Azerbaijan cũng báo cáo cái chết của các vận động viên đang phục vụ trong quân đội: Arif Qeybiyev, nhà vô địch Azerbaijan ba lần ở môn chạy việt dã, và Mukhtar Qasimli, nhà vô địch của Azerbaijan ở môn thể hình. Vào ngày 22 tháng 10, Anh hùng dân tộc của Azerbaijan và cựu chiến binh của các cuộc đụng độ năm 2016, Đại tá Shukur Hamidov, đã thiệt mạng.
Vào ngày 25 Tháng 10, cái chết của một dân tộc Nga lính Azerbaijan, Dmitry Solntsev, đã được báo cáo. Vào ngày 27 tháng 10, người phụ nữ đầu tiên trong quân đội thương vong, một nhân viên y tế chiến đấu đã chết trong khi đưa những người lính bị thương từ chiến trường.

#### Lính đánh thuê Syria
Đài Quan sát Nhân quyền Syria báo cáo cái chết của 293 chiến binh Syria hoặc lính đánh thuê chiến đấu cho Azerbaijan. Những người thiệt mạng bao gồm một chỉ huy kỳ cựu của Sư đoàn Al-Hamzah do Thổ Nhĩ Kỳ hậu thuẫn, ông Sayf Balud đã báo cáo cái chết của người này.

## Thương vong dân sự

### Theo Armenia
Theo các nguồn tin của Armenia, vào ngày 27 tháng 9, hai thường dân đã thiệt mạng do trận pháo kích của Azerbaijan ở tỉnh Martuni, với  khoảng một chục người bị thương ở Stepanakert; Bộ Quốc phòng Azerbaijan bác bỏ những tuyên bố này. Vào ngày 10 tháng 10, truyền thông Armenia đưa tin về vụ giết hai thường dân ở Hadrut, một người mẹ và con trai anh ta bị khuyết tật, theo Armenia, vụ giết người sẽ do những kẻ xâm nhập Azerbaijan thực hiện. Đến ngày 4 tháng 11, chính quyền Armenia thông báo 54 thường dân Armenia đã thiệt mạng trong cuộc chiến. Tuy nhiên, một bác sĩ ở thành phố Stepanakert báo cáo rằng có tới 300 đến 400 thường dân Armenia đã thiệt mạng trong cuộc chiến tính đến ngày 25 tháng 10.
Các nguồn tin của Armenia cũng chỉ ra rằng các cuộc đụng độ đã khiến khoảng một nửa dân số Nagorno-Karabakh phải di dời hoặc khoảng 70.000 người. Sáu nhà báo đã bị thương.

### Theo Azerbaijan
Theo các nguồn tin Azerbaijan, quân đội Armenia đã nhắm vào các khu vực đông dân cư có các công trình dân sự. Trong các cuộc tấn công bằng tên lửa đạn đạo vào Ganja, tổng cộng ít nhất 24 người đã thiệt mạng. Vào ngày 3 tháng 11, Văn phòng Tổng công tố Azerbaijan cho biết từ đầu cuộc chiến vào ngày 27 tháng 9, tổng cộng 93 thường dân Azerbaijan đã thiệt mạng và 407 người bị thương.
Vào ngày 28 tháng 10, sau vụ tấn công bằng tên lửa Barda khiến khoảng 26 dân thường thiệt mạng, số thường dân Azerbaijan thiệt mạng lên tới 91 người và 322 người bị thương.

### Các bên thứ ba
Vào ngày 1 tháng 10, hai nhà báo Pháp của Le Monde đưa tin về các cuộc đụng độ ở thành phố Martuni, đã bị thương do hỏa hoạn của Azerbaijan.  Một tuần sau, ba nhà báo Nga đưa tin ở Shusha bị thương nặng do một cuộc tấn công của Azerbaijan. Công dân Nga 13 tuổi Artur Mayakov đã chết vì những vết thương trong cuộc tấn công bằng tên lửa đạn đạo vào Ganja vào ngày 17 tháng 10.

## Tổn thất vũ khí

### Theo Armenia
Từ khi bắt đầu cuộc chiến vào ngày 27 tháng 9 đến ngày 17 tháng 10, Bộ Quốc phòng Azerbaijan báo cáo đã tiêu diệt tới 100 xe tăng Armenia và các phương tiện bọc thép khác, lên tới 100 quả pháo, nhiều hệ thống tên lửa phóng và súng cối, lên đến 150 xe, lên đến 60 các phương tiện phòng không, 11 trạm quan sát chỉ huy và điều khiển, tám kho đạn và một hệ thống tên lửa S-300. Vào ngày 29 tháng 9, Azerbaijan đã báo cáo riêng về việc phá hủy một bệ phóng tên lửa BM-27 Uragan.
Vào ngày 2 tháng 10, Trung tâm Phân tích và Truyền thông Cải cách Kinh tế Azerbaijan ước tính thiệt hại của Armenia là 1,2 tỷ đô la Mỹ.
Vào ngày 9 tháng 10, Azerbaijan báo cáo rằng từ ngày hôm trước cho đến lúc đó 13 xe tăng T-72 của Armenia, 2 IFV, 4 bệ phóng BM-21 Grad, 2 pháo tự hành 2S3 Akatsiya, 3 pháo D-30 và 2 hệ thống radar đã bị phá hủy.
Vào ngày 11 tháng 10, phương tiện truyền thông Azerbaijan đưa tin đã phá hủy 5 xe tăng T-72, 6 pháo D-20 và D-30, 5 xe tải chở đạn dược, 11 xe khác, 3 BM-21 Grad, 5 pháo tự hành 2S1 Gvozdika và 8 xe không hệ thống phòng thủ. Cùng ngày, có thông tin cho rằng một máy bay không người lái TB2 của Azerbaijan đã phá hủy một trạm radar Nebo-M của Armenia, do bắn một tên lửa MAM-L.
Vào ngày 14 tháng 10, phương tiện truyền thông Azerbaijan đưa tin việc phá hủy 5 xe tăng T-72, 3 bệ phóng tên lửa BM-21 Grad, 1 hệ thống tên lửa 9K33 Osa, 1 xe BMP-2, 1 súng phòng không KS-19, 2 pháo D-30 và một số ô tô quân sự. Cùng ngày, Bộ Quốc phòng Azerbaijan tuyên bố phá hủy ba bệ phóng tên lửa đạn đạo chiến thuật R-17 Elbrus nhắm vào Ganja và Mingachevir.
Vào ngày 17 tháng 10, Azerbaijan tuyên bố phá hủy thêm một máy bay Sukhoi Su-25, bảy xe tăng T-72, một hệ thống tên lửa S-300, một hệ thống tên lửa S-125, hai BM -21 bệ phóng tên lửa Grad,  tám D-30 và một lựu pháo D-20, 10 xe tải chở đạn và 7 xe.
Vào ngày 18 tháng 10, Azerbaijan báo cáo việc phá hủy một máy bay Sukhoi Su-25 khác  và ba hệ thống tên lửa Tor M2KM bằng một cuộc tấn công chính xác bằng tên lửa MAM-L.
Vào ngày 19 tháng 10, Bộ Quốc phòng Azerbaijan báo cáo việc phá hủy thêm hai xe tăng T-72, hai bệ phóng BM-21 Grad, một lựu pháo D-30, một lựu pháo D-20 và 11 xe ô tô.
Vào ngày 20 tháng 10, Tổng thống Azerbaijan Ilham Aliyev đã công bố danh sách chi tiết các thiết bị Armenia bị phá hủy và bắt giữ, theo Azerbaijan. Các thiết bị bị phá hủy bao gồm 241 xe tăng, 50 IFV, sáu máy bay không người lái, ba đơn vị Tor, một đơn vị TOS-1, bốn hệ thống tên lửa S-300, 70 đơn vị BM-21 Grad, khoảng 40 đơn vị 9K33 Osa, năm đơn vị 2K12 Kub và 2K11 Krug, hai đơn vị BM-27 Uragan, 198 xe tải, 17 đơn vị pháo tự hành, 53 vũ khí chống tăng, 198 pháo, 58 súng cối và tám đơn vị tác chiến điện tử. Các chiến lợi phẩm thu được gồm 39 xe tăng, 24 IFV, 12 súng cối, 25 súng phóng lựu và 102 xe chở hàng.  Những chiếc xe tăng bị bắt đã được sử dụng lại để chống lại chính lực lượng Armenia.
Vào ngày 21 tháng 10, ba máy bay không người lái của Armenia đã bị lực lượng phòng không Azerbaijan tiêu diệt.
Vào ngày 29 tháng 10, hai chiếc Su-25 nữa của Armenia đã bị phá hủy, theo Bộ Quốc phòng Azerbaijan.

### Theo Azerbaijan
Các nhà chức trách Armenia và Artsakh ban đầu tuyên bố bắn rơi 4 máy bay trực thăng của Azerbaijan và phá hủy 10 xe tăng và IFV, cũng như 15 máy bay không người lái. Sau đó, con số này được sửa đổi thành 34 xe tăng và xe bọc thép bị phá hủy, 2 xe thiết giáp chiến đấu bị phá hủy và 4 máy bay trực thăng và 27 máy bay không người lái bị bắn rơi tất cả trong ngày đầu tiên của trận chiến. Đoạn phim được phát hành cho thấy sự phá hủy hoặc hư hại của năm xe tăng Azerbaijan.
Trong suốt ngày 2 tháng 10, Quân đội Phòng thủ Artsakh tuyên bố phá hủy 39 phương tiện quân sự của Azerbaijan, bao gồm một xe tăng T-90; bốn máy bay Sukhoi Su-25; ba trực thăng tấn công Mi-24; và 17 máy bay không người lái. Cho đến ngày 19 tháng 10, 100 xe tăng Azerbaijan được cho là đã bị phá hủy hoặc bắt giữ.
Tính đến ngày 8 tháng 11, Trung tâm Thông tin Thống nhất Armenia do chính phủ Armenia điều hành tuyên bố rằng các lực lượng Armenia đã tiêu diệt 264 máy bay không người lái, 16 trực thăng tấn công, 25 máy bay chiến đấu, 784 xe bọc thép, sáu hệ thống TOS, bốn bệ phóng BM-30 Smerch và một bệ phóng Uragan.